# Dennis Daube
Dennis Daube (Hamburg, 11 juli 1989) is een Duits voormalig voetballer die doorgaans speelde als middenvelder. Tussen 2008 en 2023 was hij actief voor FC St. Pauli II, FC St. Pauli, Union Berlin, KFC Uerdingen 05 en Preußen Münster.

## Clubcarrière
Daube sloot zich al vroeg aan bij de jeugdopleiding van FC St. Pauli, de op Hamburger SV na grootste club van zijn geboorteplaats Hamburg. In 2008 werd de middenvelder doorgeschoven naar het belofteteam, waar hij voldoende indruk maakte om een debuut in het eerste elftal af te dwingen. Coach Holger Stanislawski liet hem namelijk debuteren op 19 april 2009. Op die dag werd er met 2–0 verloren op bezoek bij 1. FC Nürnberg en Daube mocht tien minuten voor tijd invallen. Zijn eerste doelpunt scoorde hij op 5 november 2011, tegen SpVgg Greuther Fürth (2–2). Een maand later werd zijn verbintenis door de clubleiding verlengd tot medio 2014. In de zomer van 2015 maakte Daube de overstap naar Union Berlin. In april 2017 verlengde de middenvelder zijn verbintenis in Berlijn met een jaar, tot medio 2018. Na afloop van deze verbintenis maakte Daube de overstap naar KFC Uerdingen 05, waar hij voor twee jaar tekende. Na die twee jaar verliet hij de club weer, om vervolgens te tekenen voor Preußen Münster. In de zomer van 2023 besloot Daube op drieëndertigjarige leeftijd een punt te zetten achter zijn actieve loopbaan.

## Clubstatistieken
| Seizoen | Club             | Competitie    | Competitie | Competitie | Beker | Beker | Internationaal | Internationaal | Totaal | Totaal |
| Seizoen | Club             | Competitie    | Wed.       | Dlp.       | Wed.  | Dlp.  | Wed.           | Dlp.           | Wed.   | Dlp.   |
| ------- | ---------------- | ------------- | ---------- | ---------- | ----- | ----- | -------------- | -------------- | ------ | ------ |
| 2008/09 | FC St. Pauli     | 2. Bundesliga | 3          | 0          | 0     | 0     | —              | —              | 3      | 0      |
| 2009/10 | FC St. Pauli     | 2. Bundesliga | 9          | 0          | 0     | 0     | —              | —              | 9      | 0      |
| 2010/11 | FC St. Pauli     | Bundesliga    | 13         | 0          | 0     | 0     | —              | —              | 13     | 0      |
| 2011/12 | FC St. Pauli     | 2. Bundesliga | 27         | 1          | 1     | 0     | —              | —              | 28     | 1      |
| 2012/13 | FC St. Pauli     | 2. Bundesliga | 26         | 1          | 1     | 0     | 0              | 0              | 27     | 1      |
| 2013/14 | FC St. Pauli     | 2. Bundesliga | 0          | 0          | 0     | 0     | —              | —              | 0      | 0      |
| 2014/15 | FC St. Pauli     | 2. Bundesliga | 32         | 2          | 1     | 0     | —              | —              | 33     | 2      |
| 2015/16 | Union Berlin     | 2. Bundesliga | 23         | 1          | 0     | 0     | —              | —              | 23     | 1      |
| 2016/17 | Union Berlin     | 2. Bundesliga | 14         | 1          | 0     | 0     | —              | —              | 14     | 1      |
| 2017/18 | Union Berlin     | 2. Bundesliga | 15         | 0          | 1     | 1     | —              | —              | 16     | 1      |
| 2018/19 | KFC Uerdingen 05 | 3. Liga       | 4          | 0          | 0     | 0     | —              | —              | 4      | 0      |
| 2019/20 | KFC Uerdingen 05 | 3. Liga       | 17         | 0          | 0     | 0     | —              | —              | 17     | 0      |
| 2020/21 | Preußen Münster  | Regionalliga  | 24         | 1          | 0     | 0     | —              | —              | 24     | 1      |
| 2021/22 | Preußen Münster  | Regionalliga  | 8          | 0          | 1     | 0     | —              | —              | 9      | 0      |
| 2022/23 | Preußen Münster  | Regionalliga  | 1          | 0          | 0     | 0     | —              | —              | 1      | 0      |
| Totaal  | Totaal           | Totaal        | 216        | 6          | 5     | 1     | 0              | 0              | 221    | 7      |